# Doliops rufipes
Doliops rufipes är en skalbaggsart som beskrevs av Aurivillius 1927. Doliops rufipes ingår i släktet Doliops och familjen långhorningar.
Artens utbredningsområde är Filippinerna. Inga underarter finns listade i Catalogue of Life.